# Ondřej Prokop
Ondřej Prokop (* 8. ledna 1986) je český politik a podnikatel. Od roku 2014 je zastupitelem městské části Praha 11, v letech 2014 až 2015 byl radním a v letech 2019 až 2021 prvním místostarostou městské části. Od roku 2015 je pak i zastupitelem hlavního města Prahy. Je členem hnutí ANO 2011 a od ledna 2022 předseda jeho pražské organizace.

## Život
Po maturitní zkoušce studoval na Vysoké škole finanční a správní, kde získal inženýrský titul. Během vysokoškolského studia se začal věnovat podnikání, postupně se stal spoluvlastníkem několika společností. Je ženatý, má dvě děti. Dlouhodobě se věnuje charitativní činnosti, s manželkou spravují nadační fond Prokop Kočicová.

## Politické působení
V komunálních volbách v roce 2014 byl zvolen členem zastupitelstva pražské městské části Praha 11, přičemž od listopadu 2014 do května 2015 působil jako člen rady městské části. V komunálních volbách v roce 2018 mandát obhájil, od února 2019 do října 2021 pak působil jako 1. místostarosta. V říjnu 2021 byl z funkce zastupitelstvem městské části odvolán. Jako lídr kandidátní listiny obhájil mandát i v komunálních volbách v roce 2022.
Jako 1. místostarosta pro investice společně s tehdejším starostou Jiřím Dohnalem (Piráti) mimo jiné zahájil a dokončil realizaci přístavby ZŠ a MŠ Chodov. Stavbou nového energeticky úsporného pavilonu škola získala nové kabinety, odborné učebny a druhou tělocvičnu. Zasadil se o zachování lékařské pohotovosti v městské části. Praha 11 se tak stala jedinou pražskou městskou částí, která pro své občany nabízí pohotovost doplňující nemocniční pohotovosti. Vystupoval proti prodeji bytů projektu Zahrady Opatov z majetku městské části a společně s radním Janem Říčařem zde zprovoznili bytový dům se 196 obecními byty.
Významně se podílel na rekonstrukci ubytovny Sandra, kde se nejprve jako předseda klubu hnutí ANO Prahy 11 za starosty Petra Jiravy (hnutí ANO) zasadil o dokončení projektu a pomohl získat základní financování projektu ve výši 200 milionů korun od hl. m. Prahy, následně po roce 2018 již ve funkci místostarosty zahájil samotnou rekonstrukci, která byla dokončena Jiřím Dohnalem (Piráti) a starostou Martinem Sedeke (ODS) v roce 2024, zkolaudována a předána novým nájemníkům.
V roce 2014 kandidoval do pražského zastupitelstva. Ve volbách však zvolen nebyl, stal se nicméně prvním náhradníkem. Mandát zastupitele nakonec po rezignaci jednoho ze zastupitelů získal v listopadu 2015. V zastupitelstvu se později stal předsedou zastupitelského klubu hnutí. Mandát poté z osmého místa kandidátní listiny obhájil i ve volbách do zastupitelstva v roce 2018 a ze druhého místa kandidátní listiny i ve volbách do zastupitelstva v roce 2022.
Je předsedou Kontrolního výboru Zastupitelstva hl. m. Prahy, členem Výboru pro dopravu a Výboru pro územní rozvoj.
V lednu 2022 se stal předsedou organizace hnutí ANO v Praze. Funkci obhájil i v lednu 2024. Je aktivním uživatelem sociální sítě X, Facebook a YouTube. K roku 2024 byl pravidelným hostem v pořadu Horká linka na XTV.
Dlouhodobě se věnuje dostupnému bydlení, k tématu vydal dvě publikace: "Problematika bydlení v Praze" a "Vize pražského bydlení 2033". Pravidelně se účastní kulatých stolů a konferencí o bydlení a stavebnictví.

## Kontroverze
V roce 2023 média zaregistrovala jeho účast na charitativním běhu Paměť národa v lesoparku Hvězda v Praze 6, ve kterém běžel „za Babiše“.
Téhož roku šířil ve videu dezinformaci o tom, že si ministr pro místní rozvoj Ivan Bartoš objednal koberce za 65 milionů korun. Vycházel z Parlamentních listů, které publikovaly tuto informaci s odkazem na registr smluv, ačkoliv věděly, že v něm došlo k chybě v desetinné čárce – koberec stál 65 tisíc.
V květnu 2024 uvedl, že prezident Petr Pavel páchá při svém působení ve funkci trestný čin velezrady v souvislosti s návrhem zrušení unijního práva veta. Předseda hnutí ANO Andrej Babiš poté Prokopovi sdělil, aby se dále k tématu nevyjadřoval a soustředil se na působení v komunální politice.
Téhož měsíce se Prokop musel dle soudního verdiktu omluvit za své výroky někdejšímu předsedovi dozorčí rady městské firmy Operátor ICT a řediteli organizace Hlídač státu Michalu Bláhovi a vyplatit mu odškodné ve výši 50 000 Kč. Omluva, kterou předložil, však byla podle médií pravděpodobně neplatná, neboť omluvu doplnil svým komentářem, ve kterém uvedl, „že žádnou lež nenapsal, jen se jeho tvrzení zatím neprokázala“. O pár měsíců později v srpnu 2024 média již informovala o auditu zadaném Magistrátem hl. m. Prahy, který odhalil závažná pochybení v řízení a hospodaření městské firmy Operátor ICT a špatným hospodařením firmy se začala zabývat policie.
Některými médii byl kritizován za nepravdivý výrok, že se v Česku nachází milion ukrajinských migrantů.
V listopadu 2024 byl odsouzen za to, že lhal na sociálních sítích o fotce primátorky Brna Vaňkové k platbě satisfakce 100 tisíc Kč a dalších skoro 40 tisíc vydaných na náklady soudního řízení.